# Diamond Head (manga)
Diamond Head (ダイアモンド・ヘッド, Daiamondo Heddo) est une série de manga shōjo. L'auteur est Setona Mizushiro (auteur du manga X Day et S). Ce manga est composé de cinq tomes et est édité en France par Asuka.

## Résumé
À peine arrivée à la prestigieuse école Saint Mehabiah, Nanao Ichihashi se retrouve perdue dans les couloirs et fait la rencontre de Raïka Hanégi, une beauté androgyne. Elle va alors s’attirer la sympathie des membres du “club judiciaire” au grand dam des autres filles de sa classe. Exaspérée par leurs brimades, Nanao se résout à leur intenter un “procès”...